# Elatostema angustibracteum
Elatostema angustibracteum är en nässelväxtart som beskrevs av Wen Tsai Wang. Elatostema angustibracteum ingår i släktet Elatostema och familjen nässelväxter. Inga underarter finns listade i Catalogue of Life.